# Dix secondes de silence
Pour plus de détails, voir Fiche technique et Distribution.
Dix secondes de silence (World in My Corner) est un film américain réalisé par Jesse Hibbs, sorti en 1956.

## Synopsis
Tommy Shea, un jeune boxeur de Jersey City, est remarqué par un riche homme d'affaires, Robert Mallinson, qui lui permet de s'entraîner dans sa propriété de Long Island. Tommy tombe amoureux de Dorothy, la fille de Mallinson, mais craint de ne pas avoir assez d'argent pour l'entretenir correctement. Il accepte alors de travailler pour un organisateur de combats truqués, laissant ainsi tomber son entraîneur Dave Bernstein. Mais à l'approche du grand combat, il semble vouloir revenir dans le droit chemin.

## Fiche technique
- Titre original : World in My Corner
- Titre français : Dix secondes de silence
- Réalisation : Jesse Hibbs
- Scénario : Jack Sher, d'après une histoire originale de Jack Sher et Joseph Stone
- Direction artistique : Alexander Golitzen, Bill Newberry
- Décors : Russell A. Gausman, Julia Heron
- Costumes : Bill Thomas
- Photographie : Maury Gertsman
- Son : Leslie I. Carey, Robert Pritchard
- Montage : Milton Carruth
- Musique : Henry Mancini, Heinz Roemheld
- Production : Aaron Rosenberg
- Société de production : Universal-International Pictures
- Société de distribution : Universal Pictures
- Pays de production :  États-Unis
- Langue originale : anglais
- Format : noir et blanc — 35 mm — 1,37:1 — son Mono
- Genre : drame
- Durée : 82 minutes
- Dates de sortie :
  - États-Unis : 17 février 1956 (première à New York)
  - France : 11 juillet 1958

## Distribution
- Audie Murphy : Tommy Shea
- Barbara Rush : Dorothy Mallinson
- Jeff Morrow : Robert T. Mallinson
- John McIntire : Dave Bernstein
- Tommy Rall : Ray Kacsmerek
- Howard St. John : Harry Cram
- Chico Vejar : Al Carelli
- Art Aragon (en) : un boxeur